# Карл Стермер
Фредерік Карл Мюлерц Штермер (або Стермер) (норв. Frederik Carl Mülertz Størmer; 3 вересня 1874, Шієн — 13 серпня 1957, Осло) — норвезький геофізик і математик, відомий своїми роботами з теорії чисел та дослідженнями магнетизму і утворення полярного сяйва. Член Норвезької академії наук і літератури, іноземний член Паризької АН (1947) і Лондонського королівського товариства (1957), іноземний член АН СРСР (з 30.11.1918), почесний член з 12.02.1934.
Закінчив (1896) університет в Крістіанії (нині Осло), з 1903 професор там же. Запропонував метод розрахунку траєкторій космічних променів, який увійшов у сучасну математику як метод чисельного інтегрування звичайних диференціальних рівнянь (метод Штермера).

## Публікації
- Проблема полярных сияний, Москва — Ленинград, 1933 (рос.)

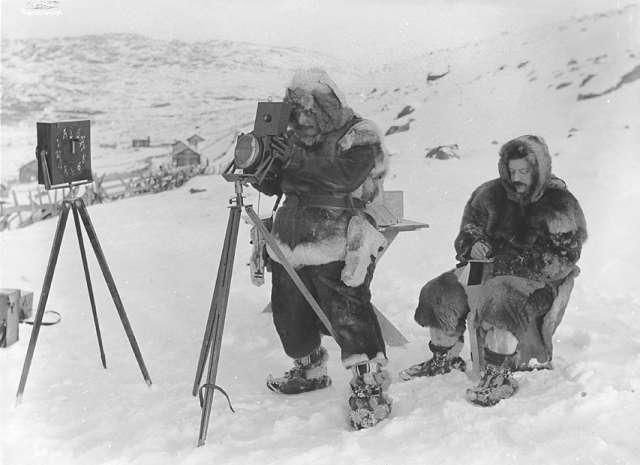
Штермер та його асистент Біркеланд, 1910

## Виноски
1. 1 2  Bibliothèque nationale de France BNF: платформа відкритих даних — 2011.
2. 1 2 3 4 5 6  Архів історії математики Мактьютор — 1994.
3. ↑  Brun, Viggo (1958). Carl Störmer in memoriam. Acta Mathematica. 100 (1–2): i—vii. doi:10.1007/BF02559599.{{cite journal}}:  Обслуговування CS1: Сторінки з посиланнями на джерела із зайвою пунктуацією (посилання)